# 38083 Rhadamanthus
38083 Rhadamanthus (1999 HX11) är ett transneptuniskt objekt i Kuiperbältet. Den upptäcktes 1999 av Deep Ecliptic Survey. Rhadamanthus fått namn av den grekiska mytologiska figuren Rhadamanthus som är en av Zeus och Europas söner. Man trodde först att objektet var en plutino men inte längre. Man vet betydligt lite om objektet.